# Società Ginnastica Triestina (pallanuoto)
La Società Ginnastica Triestina è stata la sezione di pallanuoto femminile dell'omonima polisportiva.
Negli anni trenta, ha partecipato a due campionati della massima divisione italiana.